# دوغلاس سوزا
دوغلاس سوزا (بالبرتغالية: Douglas Souza) (20 أغسطس 1995 في البرازيل - ) هو لاعب كرة طائرة برازيلي في مركز ضارب خارجي ‏. شارك في الكرة الطائرة في الألعاب الأولمبية الصيفية 2016. وشارك مع منتخب البرازيل لكرة الطائرة.

## وصلات خارجية
- دوغلاس سوزا على موقع عالم الكرة الطائرة (الإنجليزية)
- دوغلاس سوزا على موقع دوري الدرجة الأولى الإيطالي للكرة الطائرة - رجال (الإيطالية)
- دوغلاس سوزا على موقع اللجنة الأولمبية الدولية (الإنجليزية)
- دوغلاس سوزا على موقع أوليمبيديا (الإنجليزية)
- دوغلاس سوزا على موقع اللجنة الأولمبية البرازيلية (البرتغالية)